# Diócesis de San Isidro
La diócesis de San Isidro o de San Isidro en Argentina (en latín: Dioecesis Sancti Isidori in Argentina) es una circunscripción eclesiástica de la Iglesia católica en Argentina. Se trata de una diócesis latina, sufragánea de la arquidiócesis de Buenos Aires. Desde el 30 de diciembre de 2024 su obispo es Guillermo Eduardo Caride.

## Territorio y organización

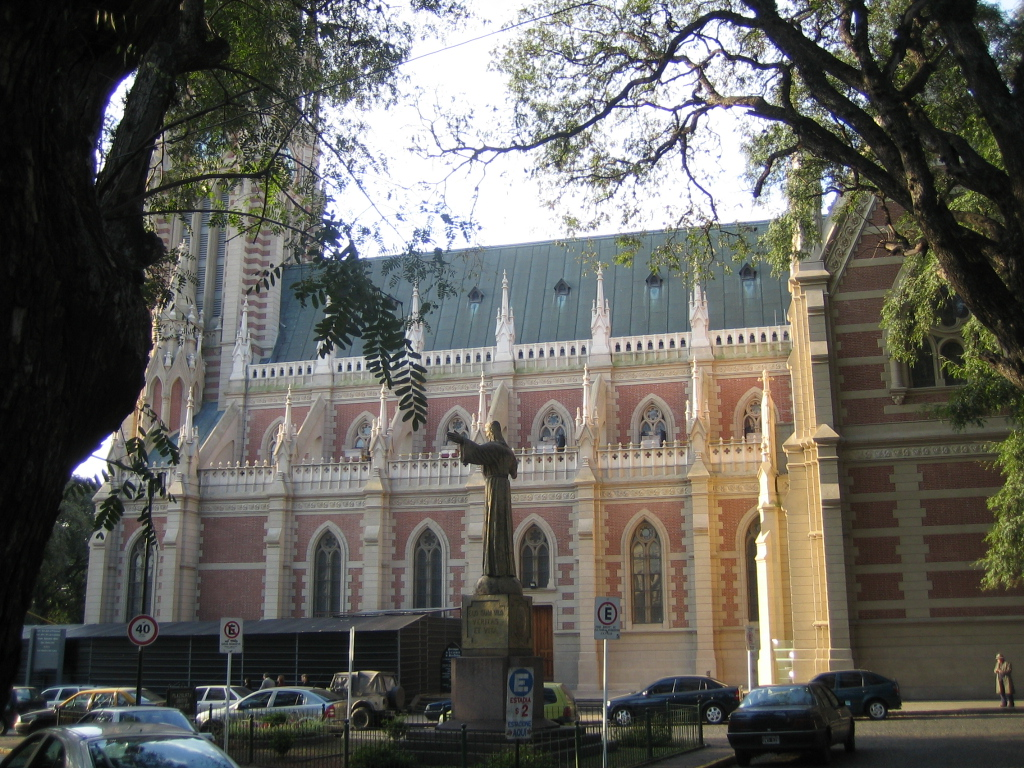
Catedral de San Isidro - Buenos Aires - Argentina

La diócesis tiene 1379 km² y extiende su jurisdicción sobre los fieles católicos de rito latino residentes en la provincia de Buenos Aires en los partidos de: San Fernando, San Isidro, Tigre, Vicente López, incluyendo las secciones 1, 2 y 3 de las islas del Delta Inferior Bonaerense, que pertenecen al partido de Tigre (1º) y al de San Fernando (2º y 3º).
La sede de la diócesis se encuentra en la ciudad de San Isidro, en donde se halla la Catedral de San Isidro Labrador.
En 2020 en la diócesis existían 67 parroquias.

## Historia
La diócesis fue erigida el 11 de febrero de 1957 con la bula Quandoquidem adoranda del papa Pío XII, obteniendo el territorio de la arquidiócesis de La Plata y de la diócesis de San Nicolás de los Arroyos. El primer obispo de la diócesis fue Antonio María Aguirre quien fue elegido el 13 de marzo, tomando posesión el 8 de junio y siendo ordenado como tal el 9 de junio de 1957.
El 2 de mayo de 1959 el papa Juan XXIII con el breve Plantaria novella declaró a san Isidro Labrador como patrono principal de la diócesis.
El 10 de abril de 1961 cedió una porción de su territorio para la erección de la diócesis de San Martín mediante la bula Hispanae linguae del papa Juan XXIII.
El 27 de marzo de 1976 cedió una porción de su territorio para la erección de la diócesis de Zárate-Campana mediante la bula Qui divino Concilio del papa Pablo VI.

## Estadísticas
Según el Anuario Pontificio 2021 la diócesis tenía a fines de 2020 un total de 1 202 100 fieles bautizados.
| Año                                                                             | Población            | Población | Población      | Sacerdotes | Sacerdotes    | Sacerdotes    | Bautizados por sacerdote | Diáconos permanentes | Religiosos | Religiosos | Parroquias |
| Año                                                                             | Bautizados católicos | Total     | % de católicos | Total      | Clero secular | Clero regular | Bautizados por sacerdote | Diáconos permanentes | Varones    | Mujeres    | Parroquias |
| ------------------------------------------------------------------------------- | -------------------- | --------- | -------------- | ---------- | ------------- | ------------- | ------------------------ | -------------------- | ---------- | ---------- | ---------- |
| 1966                                                                            | 900 000              | 950 000   | 94.7           | 163        | 69            | 94            | 5521                     |                      | 140        | 412        | 37         |
| 1970                                                                            | 1 000                | 1 100 000 | 90.9           | 134        | 60            | 74            | 7462                     |                      | 109        | 429        | 40         |
| 1976                                                                            | 875 023              | 928 966   | 94.2           | 154        | 61            | 93            | 5681                     |                      | 137        | 400        | 43         |
| 1980                                                                            | 810 000              | 922 000   | 87.9           | 137        | 67            | 70            | 5912                     | 1                    | 109        | 350        | 39         |
| 1990                                                                            | 950 000              | 1 050 000 | 90.5           | 160        | 114           | 46            | 5937                     | 4                    | 82         | 300        | 60         |
| 1999                                                                            | 1 006 000            | 1 035 000 | 97.2           | 160        | 120           | 40            | 6287                     | 15                   | 73         | 300        | 63         |
| 2000                                                                            | 1 006 000            | 1 035 000 | 97.2           | 162        | 122           | 40            | 6209                     | 18                   | 75         | 300        | 63         |
| 2001                                                                            | 1 006 000            | 1 036 000 | 97.1           | 163        | 123           | 40            | 6171                     | 18                   | 75         | 250        | 63         |
| 2002                                                                            | 987 000              | 1 011 000 | 97.6           | 161        | 121           | 40            | 6130                     | 20                   | 59         | 230        | 63         |
| 2003                                                                            | 987 000              | 1 011 000 | 97.6           | 159        | 119           | 40            | 6207                     | 23                   | 59         | 300        | 63         |
| 2004                                                                            | 986 000              | 1 010 000 | 97.6           | 158        | 123           | 35            | 6240                     | 22                   | 54         | 220        | 63         |
| 2010                                                                            | 1 091 000            | 1 145 000 | 95.3           | 145        | 123           | 22            | 7524                     | 33                   | 41         | 100        | 66         |
| 2014                                                                            | 1 130 000            | 1 189 000 | 95.0           | 139        | 114           | 25            | 8129                     | 40                   | 43         | 150        | 70         |
| 2017                                                                            | 1 166 045            | 1 227 680 | 95.0           | 146        | 119           | 27            | 7986                     | 42                   | 61         | 160        | 71         |
| 2020                                                                            | 1 202 100            | 1 265 700 | 95.0           | 134        | 117           | 17            | 8970                     | 54                   | 32         | 130        | 67         |
| Fuente: Catholic-Hierarchy, que a su vez toma los datos del Anuario Pontificio. |                      |           |                |            |               |               |                          |                      |            |            |            |

| Año  | Cuasiparroquias | Parroquias | Iglesias y capillas | Santuarios | Monasterios femeninos | Casa de religiosos | Casa de religiosas | Centros educativos | Decanatos | Misiones |
| 2015 |                 | 67         | 190                 |            | 1                     | 15                 | 36                 | 71                 | 9         |          |
| 2017 |                 | 71         |                     |            |                       |                    |                    |                    |           |          |
| 2018 |                 | 67         |                     |            |                       |                    |                    |                    |           | 6        |

## Episcopologio
| Foto | Escudo | Nombre del titular            | Período                                       | Fin del cargo (razón) |
|      |        | Antonio María Aguirre †       | 13 de marzo de 1957-13 de mayo de 1985        | Retirado              |
|      |        | Alcides Jorge Pedro Casaretto | 13 de mayo de 1985-30 de diciembre de 2011    | Retirado              |
|      |        | Oscar Vicente Ojea Quintana   | Por sucesión desde el 30 de diciembre de 2011 |                       |